# Білий Вадим Борисович
Вадим Борисович Білий (нар. 5 жовтня 1964) — український шахіст і тренер. Майстер спорту України (2024), міжнародний майстер (2003), міжнародний арбітр із шахів (2019). Директор Чорноморської дитячо-юнацької спортивної школи із шахів та шашок (м. Чорноморськ, Одеська область).
Учасник всеукраїнських і міжнародних змагань для шахістів з порушенням слуху. Віцечемпіон України-2024 серед спортсменів з порушенням слуху. Бронзовий призер Зимових Дефлімпійських ігор 2023 року зі швидких шахів у командному заліку.
Багато років очолює Чорноморську дитячо-юнацьку спортивну школу із шахів та шашок. Серед його вихованців — призери чемпіонатів світу Євген Штембуляк і Софія Гризлова.